# Acontia imitatrix
Acontia imitatrix là một loài bướm đêm trong họ Noctuidae.